# Попков Віталій Олександрович
Віталій Олександрович Попков (англ. Vitaliy Popkov, нар. 16 червня 1983, Новоселицький район, Чернігівська область, Україна) — український професійний гоночний велосипедист.

## Кар'єра
2002
- 1-й, Європи-23 ЧС — командній гонці переслідування
- 2-й Кубок світу в Москві — командній гонці переслідування

2003
- 1-й, Європи-23 ЧС — командній гонці переслідування
- 1-й, смт Мис Кубка світу — командна гонка переслідування
- 1-й етап 2, Тур де Hongrie

2004
- 1-й, Європи-23 ЧС — командній гонці переслідування
- 2-й Кубок світу в Москві — командній гонці переслідування

2005
- 1-й, Москва Чемпіонат світу я — командній гонці переслідування
- 2-й, Європи-23 ЧС — командній гонці переслідування
- 3-й Кубок Москви Другої Світової — командній гонці переслідування

2006
- 2-й, Чемпіонат Світу Сідней — командній гонці переслідування

2007
- 1-й, Лос-Анджелес Кубок світу — гонка переслідування
- 1-й, Кубок світу Лос — Анджелес — командній гонці переслідування
- 2-й Чемпіонат світу на треку — командній гонці переслідування

2008
- 1-й, 2 етап, Тур де Рібас
- 2-й, Kirschblütenrennen
- 3-й Кубок світу Лос — Анджелес — командній гонці переслідування

2009
- 1-й в цілому, Тур Szeklerland
- 1-й, етап 1
- 2-й, Меморіал Олега Дяченко
- 4-й, Гран-Прі Донецька
- 4-й Кубок мера
- 4-й, р. о. О. С. Таллінні

2010
- 1-й MaillotUcrania. ПНГ Національній гонці чемпіонату
- 1-го MaillotUcrania. ПНГ національного чемпіонату перегонів дороги
- 1-й, Гран-Прі Адигеї
- 1-й, Пролог
- 1-й, етап 3
- 1-й, Гран-Прі Донецька
- 1-й, Ругаланн ДП
- 1-й, Гран-Прі Jasnej Гури-Ченстохова
- 1-й, етап 1 тур Szeklerland
- 1-й, Гран-Прі Сочі
- 3-й в цілому, п'ять кілець Москви
- 1-й, етап 3
- 4-й Кубок мера
- 8-й маршрут Аделі
- 9-й в цілому, звичайно-де-ла солідарності Олімпік

2011
- 5-й в цілому, Тур Szeklerland

2012
- 1-й в цілому, Тур Szeklerland
- 1-й, Гран-Прі Москви
- 1-й, Горизонт гонки Парк
- 1-й етап 6 курс де ла солідарності Олімпік
- 1-й, 4-й стадії (ІТТ), Dookoła Mazowsza

2013
- 1-й Джерсі жовтий.свг в цілому, звичайно-де-ла солідарності Олімпік
- 1-го Джерсі білого кольору. свг пункту класифікації
- 1-й, етап 1
- 1-й, етап 3, Азербайджан Міжнародний велосипедний Тур
- 2-й в цілому, ДП Адигея
- 1-й, 2 етап
- 2-й в цілому, Тур Szeklerland
- 1-й, 3-й етап (ІТТ)
- 3-й в цілому, Гран-Прі Сочі
- 1-й, етап 1
- 3-й, Кошице–Мішкольц
- 7-й, Гран-Прі Донецька

2014
- 9-й, Меморіал Олега Дяченко